# Werner Hesse (Politiker)

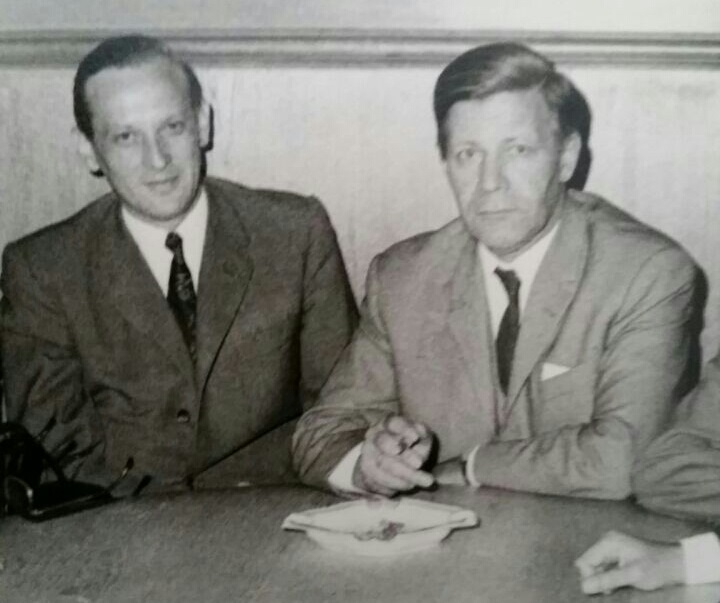
Werner Hesse mit Helmut Schmidt

Ernst Hermann Werner Hesse (* 30. Dezember 1929 in Northeim; † 19. August 2014 ebenda) war ein deutscher Kommunalpolitiker (SPD).

## Leben
Werner Hesse wurde am 30. Dezember 1929 in Northeim geboren. In der Schlussphase des Zweiten Weltkriegs wurde er als Soldat eingesetzt. Nach dem Krieg ging Hesse in die öffentliche Verwaltung und wurde später Verwaltungsdirektor bei den Arbeitsämtern in Göttingen und Northeim.
Seit dem Jahr 1956 war er verheiratet und hatte einen Sohn.
Nach seinem Eintritt in den Ruhestand engagierte sich Hesse weiter vielfältig in der Stadt und publizierte zahlreiche Schriften über die Stadtgeschichte. Er starb am 19. August 2014 in Northeim. Am 23. August 2014 fand in der Sankt-Sixti-Kirche eine Trauerfeier für Werner Hesse statt, die unter großer Anteilnahme der Bevölkerung erfolgte.

## Öffentliche und politische Funktionen
Hesse trat im Jahr 1958 der SPD bei. In den Jahren 1964 bis 1980 war er Vorsitzender der Northeimer SPD.
Im Jahr 1961 wurde er Mitglied des Northeimer Stadtrates, dem er bis 1980 angehörte. Von 1964 bis 1972 war Werner Hesse 2. Senator und stellvertretender Bürgermeister von Northeim. Von 1972 bis 1980 war er Fraktionsvorsitzender seiner Partei im Stadtrat. Im Jahr 1980 wurde er zum Northeimer Stadtdirektor und somit Chef der Verwaltung gewählt und blieb es bis 1993.

## Schriften (Auswahl)
- 50 Jahre Rhume-Kraftwerk an der „Schiefen Flut“. In: Northeimer Jahrbuch. Jg. 73, 2008, S. 84–98.
- Northeim im 20. Jahrhundert. Band 2, Hrsg.: Heimat- und Museumsverein für Northeim und Umgebung, Druckerei Ernst Northeim 2008, ISBN 978-3-00-025509-0.
- 100 Jahre Schützenverein von 1910 im Northeimer Schützenvereinswesen. In: Northeimer Jahrbuch. Jg. 76, 2011, S. 62–72.
- Stadtwerke Northeim. Hrsg.: Stadtwerke Northeim, Druckerei Ernst Northeim 2013.
- Bürgermeister Hermann Teuteberg – Ein Leben im Ehrenamt für das Gemeinwohl. In: Northeimer Jahrbuch. Jg. 78, 2013, S. 123–126.